# Brett Lawrie
Brett Russell Lawrie (né le 18 janvier 1990 à Langley, Colombie-Britannique, Canada) est un ancien joueur de troisième but de la Ligue majeure de baseball.

## Carrière

### Ligues mineures
Brett Lawrie est le choix de première ronde des Brewers de Milwaukee en juin 2008. Il évolue pour une école secondaire de sa ville natale de Colombie-Britannique à ce moment. Il est le seizième athlète sélectionné au total cette année-là par un club du baseball majeur. Il est aussi le joueur de position canadien drafté le plus tôt dans une séance du repêchage amateur de la MLB, les trois autres Canadiens ayant été choisis plus tôt que lui (Adam Loewen (4e au total), Jeff Francis (9e) et Phillippe Aumont (11e)) étant tous des lanceurs.
En juillet et août 2008, Lawrie s'aligne avec l'équipe du Canada au championnat du monde de baseball junior qui se tient cette année-là à Edmonton. Même si la sélection canadienne ne se distingue pas dans le tournoi, Lawrie est le meilleur frappeur de la compétition, dominant tous les autres joueurs avec ,469 de moyenne au bâton, trois coups de circuit et 16 points produits.
Il est choisi au sein de l'équipe du Canada de baseball aux Jeux olympiques de 2008 à Beijing, en Chine.
Il fait partie de la sélection canadienne à la Classique mondiale de baseball 2009.
Avant le début de la saison de baseball 2009, Lawrie est classé au 81e rang de la prestigieuse liste des 100 meilleurs joueurs d'avenir du baseball selon la publication Baseball America.
En 2009, Lawrie débute dans les ligues mineures avec les Timber Rattlers du Wisconsin, un club de niveau A affilié aux Brewers de Milwaukee. Il gradue en fin d'année au niveau niveau AA chez les Stars de Hunstville.
Au début 2010, Baseball America classe Brett Lawrie en 59e position de son top 100 des joueurs d'avenir, une amélioration de vingt-deux rangs en une année. Après une belle saison 2010 de 158 coups sûrs, 63 points produits et 30 buts volés avec le club d'Huntsville de la Southern League en 2010, Baseball America revise de nouveau son classement à la hausse et le Canadien se classe 40e en 2011.
Le 6 décembre 2010, les Brewers de Milwaukee font l'acquisition du lanceur Shaun Marcum, une vedette des Blue Jays de Toronto. Pour obtenir ses services, les Brewers doivent se départir de Lawrie. Ce dernier, évoluant jusque-là au deuxième but dans les ligues mineures, est converti par les Blue Jays en joueur de troisième but, et c'est à cette position qu'il évolue durant la saison 2011, qui le voit graduer au niveau AAA à Las Vegas, où se trouve le club-école de la formation torontoise.
Ses succès dans les mineures à Las Vegas incitent les Blue Jays à lui donner sa première chance au niveau majeur.

### Blue Jays de Toronto

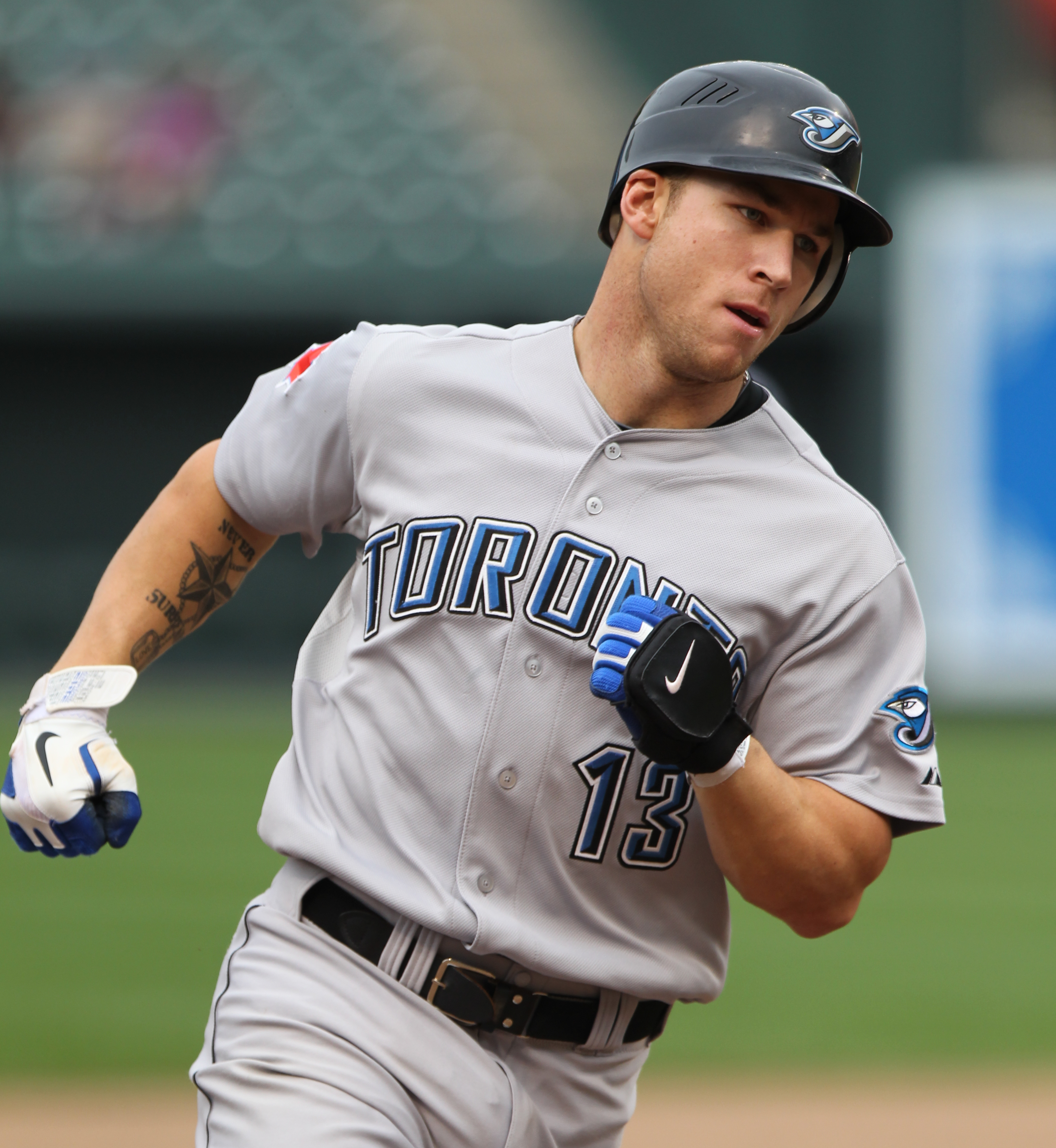
Brett Lawrie en 2011 avec les Blue Jays de Toronto.

Le 5 août 2011, Brett Lawrie fait ses débuts dans les majeures avec les Blue Jays. Athlète canadien évoluant maintenant pour la seule franchise canadienne de la MLB, Lawrie se distingue immédiatement à son premier match : il frappe deux coups sûrs en quatre présences au bâton avec un point produit dans la victoire de 5-4 des Jays à Baltimore sur les Orioles. Lawrie, qui entreprend la partie au troisième coussin pour les Jays, réussit son premier coup sûr aux dépens du lanceur Tommy Hunter. Il frappe son premier coup de circuit dans les majeures le 7 août contre Alfredo Simón, également des Orioles. Lawrie termine la saison chez les Jays et en 47 parties jouées il frappe pour ,293 de moyenne au bâton avec 9 circuits, 25 points produits et 7 buts volés.
Au début de la soirée du 2 juin 2012, Lawrie se trouve au Centre Eaton Toronto, un centre commercial, lorsqu'une fusillade éclate, faisant un mort et sept blessés. Lawrie tweete à sa sortie du mail et poste deux photos de la cohue à l'extérieur,.

### Athletics d'Oakland

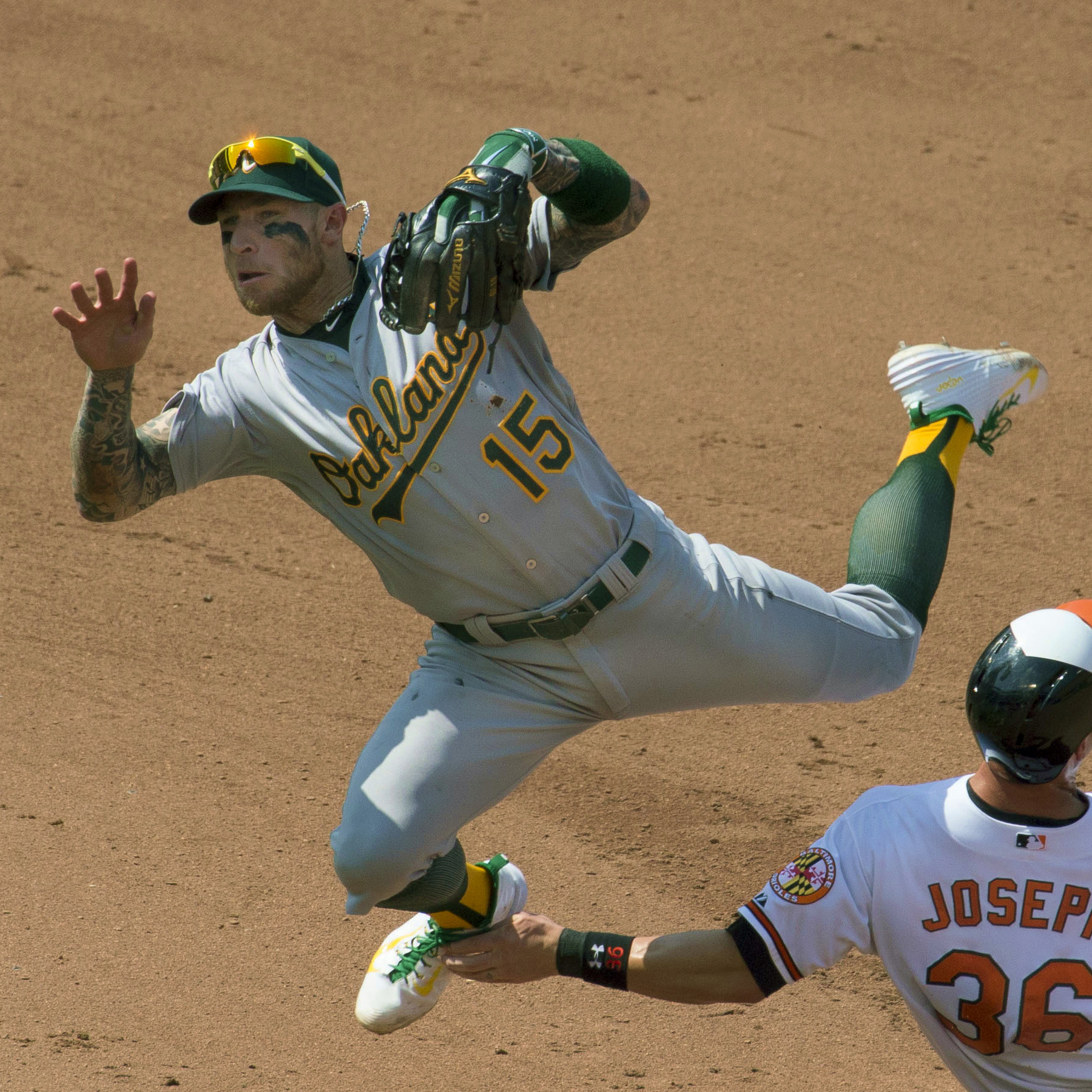
Brett Lawrie en défense pour les Athletics d'Oakland en 2015.

Le 28 novembre 2014, les Blue Jays échangent Brett Lawrie, l'arrêt-court Franklin Barreto, le lanceur droitier Kendall Graveman et le lanceur gaucher Sean Nolin aux Athletics d'Oakland contre le troisième but étoile Josh Donaldson. Pendant que Donaldson connaît à Toronto une saison du tonnerre qui se termine par le prix du joueur par excellence de la Ligue américaine, Lawrie maintient à Oakland une moyenne au bâton de ,260 avec de nouveaux records personnels de coups sûrs (146), de circuits (16), de points produits (60) et de matchs joués (149).

### White Sox de Chicago
Le 9 décembre 2015, les Athletics d'Oakland échangent Lawrie aux White Sox de Chicago contre deux lanceurs des ligues mineures : le gaucher Zack Erwin et le droitier J. B. Wendelken.

## Famille
Il est le frère de la joueuse de softball Danielle Lawrie et le neveu de la curleuse Kelley Law.